# パンチラ

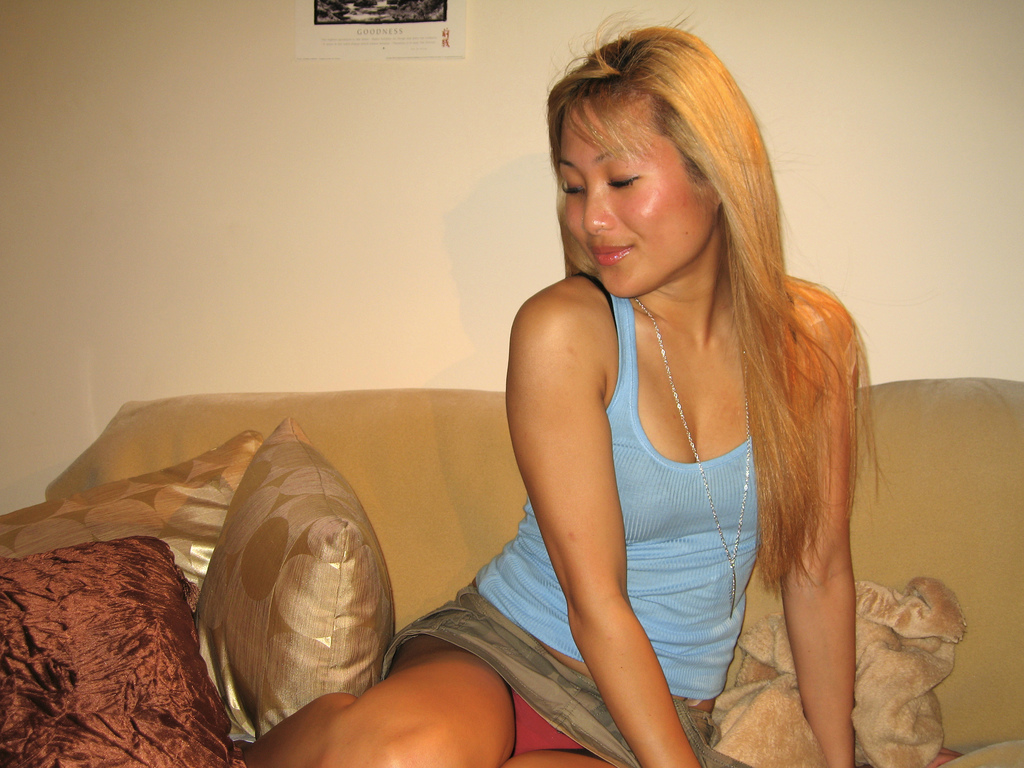

パンチラとは、（主に）女性用の短い下穿き（パンティー）がチラリと見えてしまうことを意味する語句。

## 概要
チラリズムの一種とされ、1951年の流行語である。女優の浅香光代が舞台での立ち回りの際に太腿をチラリと見せたことから発生した語句であり「ちょっとだけ見えることから気づかれていなかった欲求を励起し、想像力がかき立てられる」といった効果を引き起こすものである。広告、演出手法で言うところの「ティーザー」（teaser / 焦らし）が該当する。そこから転じて、パンチラとは主に男女や状況などを特に限定せず「意識してモロに見せる」のではなく「見せるつもりはないが、何らかの拍子でちょっとだけ見えてしまった」ものを意味する。ただし「極端に短い」「ある程度パンツが見えるのは覚悟の上のミニスカート」「極端なローライズのジーンズ」など、明確な区分は難しい。
また、チラリどころではなくモロに見えてしまっているような状況を「パンモロ」と呼ぶ場合がある。ズボンから下着がはみ出して見える状態は指さず、専らスカートについて、しかも裾がめくれて見えている状態のみを指す。
別の概念としては、パンチラに近いほど際どい露出をしながらパンツを描かずに、下着そのものを履いているかをあいまいに描写する「はいてない」という漫画やアニメならではの方法もある。

## 歴史
注目されるようになった時期は不明である。1986年版『現代用語の基礎知識』で初掲載されたが、実際は1970年代より使われている。日本では和服の時代には基本的に下穿きは着用しないものであり、裾がまくれた場合にはパンティーではなく性器が見える状況であった。しかし、この頃からの羞恥心の変遷について研究した井上章一によれば、当時は「見えてしまうこと」はさして大変なことではなく、日常的な風景であったとされる。また、そのような視点から白木屋の火事のエピソードを否定している。
その後、洋装に切り替わって女性が下穿きを着用するようになり、次第にパンティーが見えることが受け止められるようになるが、明確な時期は不明である。少なくとも1960年代にはアンダースコートなどのスポーツ用下着は、見せても良い下着として社会的コンセンサスができていた。
1930年代のアメリカでは、既にマックス・フライシャーが手掛けたキャラクターベティ・ブープが、風によってパンティが見える演出が出来上がっており、1950年代のハリウッドを代表する女優マリリン・モンローの出演した映画『七年目の浮気』（1955年）においてはスカートが大きくまくれあがるシーンがあり、話題を呼んだ。日本では1969年に小川ローザが出演して「オー!モーレツ」のキャッチコピーで一世を風靡した丸善石油（現：コスモ石油）のテレビCMで、ミニスカートがめくれるシーンがあり、話題になった。また、それに前後して1968年から連載が始まった永井豪の漫画作品『ハレンチ学園』に影響されてのスカートめくりが流行した。遅くともこの時期には、既に「パンチラ」という概念がある程度定着していたと考えることができる。
1970年代から1980年代にはパンチラが人々の関心を集める効果が注目され、青少年向け雑誌のグラビアだけでなくテレビCMの常套手段となり、テレビドラマなどにもしばしば登場した。その後に雑誌のグラビアなどが過激な方向にシフトしたこと、ミニスカートが一般に浸透して見える可能性がある場合には見えてもいいものを重ね穿きする習慣が普及したことなどの事情が重なり、パンチラ自体の注目度は低下したように思えた。
1993年、NHK社員が取材腕章を悪用して甲子園の応援中の女生徒のスカートの中を盗撮し、兵庫県迷惑防止条例で書類送検される事件が起き、撮影は犯罪であると判断された。パンチラが異性の性的な視線を集めることが周知されて嫌悪感を持つ人が増えたため、不特定多数を対象としたテレビなどの媒体ではあまり見られなくなっている。男性の視線を諧謔的に描いた作品としては、グループ魂による「パンチラ・オブ・ジョイトイ」（2004年『荒ぶる日本の魂たち 』収録楽曲）があった。

## 漫画・アニメなどでの表現
漫画においては、パンチラは健康的なエロティシズムの象徴として多くの漫画家が作中で使用された。中でも金井たつおはその作品『ホールインワン』において漫画におけるパンチラ描写をほぼ完成させた人物として『サルまん』等で高く評価されている。
アニメにおいては、その視聴者層も意識してパンチラが性的な意味で使用されることは抑えられてきた。小学生またはその前後に相当する年齢の女児に関するパンチラやパンモロは、その女児の「元気の良さ」の象徴として一般的な演出方法であり、類例は多かった。アニメーション映画の『ミッキー・マウスシリーズ』（1928年～）のヒロインミニーマウスや、『パンダコパンダ』（1972年・1973年）の主人公のミミ子、テレビアニメ『ムーミン』（1969年・1972年）のミイなどが例として挙げられる。また、『サザエさん』（1969年 - ）のワカメ（原作の描写にもよる）なども同様である。
ただし、これらの作品において見えるパンツは俗に「かぼちゃパンツ」と呼ばれるもので、露骨に性欲を煽るものでなかったのに対し、マックス・フライシャーのベティ・ブープや、『ドラえもん』（1979年 -）の源しずかは身体のラインを想起させるものもあった。バトルアニメにおいても、ミニスカート姿の女性キャラクターがバトルで身体を激しく動かすシーンであれば、パンチラ描写は当然のように存在している（『科学忍者隊ガッチャマン』の白鳥のジュンなど）。1997年にOVA『AIKa』が制作されると、それまでは受動的であったパンチラを能動的にパンツを見せるという演出手法が取られると同時に、臀部における肉感やパンツの皺などの精密な描写が用いられている。『ゴリラーマン』11巻では、高校の女子テニス部の部員が、白のポロシャツの上にジャンパーを着込み、白のスコート、白のソックスに運動靴の恰好で登場。女子テニス部員のひとりがおしゃべりしている最中にベンチから立ち上がって、白のスコートを自ら捲り上げて、自分の白のアンダースコートを見せている姿が描写されたケースもある。
2000年代に入り、テレビアニメでのパンチラ表現は『サザエさん』や『クレヨンしんちゃん』を除くと、あまり見られなくなった。これには「未成年者による犯罪の増加」や（実際の犯罪発生率はほぼ横這い、メディア効果論も参照）日本のアニメが海外でも数多く放映されるようになり、自主規制が高まったことなどが背景にあるとされる。初期にはパンチラが存在し、商品化された人形やぬいぐるみでもパンツ丸見えだった『ちびまる子ちゃん』や『ブラック・ジャック』のピノコなどからも、その種の表現がなくなっている。
2019年現在では、アニメにおけるパンチラは最初から視聴者に見せることを意図した、深夜アニメや商品化されたテレビアニメおよびOVA、有料の有線・衛星放送に限られつつある（『いちご100%』など）。劇場公開作品ではイベントとして大胆なパンチラやパンモロが描かれることも少なくなく、地上波放送時に編集や削除を施されることはまずない（ただし、「ドラえもん のび太のひみつ道具博物館」では規制が行われた）が、2015年後期からは地上波の深夜帯でもパンチラを描くことは難しくなっている。
倫理コードによりパンチラ描写が難しくなった代わりに、上節に記載されている「はいてない」描写でカバーするところも増えているが、当然ながら平面作画でのみ通用する方法であり、立体のフィギュアではスカートの中を描写しないことは不可能であるため、作中で明かされなかったスカートの中がフィギュア発売によって明らかになる流れが出来上がっている。

## 実写作品での表現
実写作品では、漫画やアニメのように意図的に描写を控えることが不可能であるため、スカート姿で大きな動きをすることのないストーリーにするか、そうせざるを得ない場合は撮影のアングルや編集、もしくは衣装そのものにパンチラ防止の工夫がされる。特に多いのは明らかに見せパンと分かる下着を着用する方法だが、サービスショットを作るためにパンツに外観が似ていて一見しただけでは見せパンと分からない下着を着用することもある。例として2012年に放送されたテレビドラマ『メグたんって魔法つかえるの?』では、スカートをたくし上げてパンツを見せることがストーリー上重要な要素となっていたため、大胆なパンモロが描かれた。

## コンピュータゲームでの表現
アダルトゲームではごく日常的に描かれることはあるが、家庭用ゲームではあまり描かれることはなかった。一時期、セガサターン用のゲームソフトで「X指定（18禁）」「推奨年齢18歳以上」の区分でパンチラや半裸までは容認されていた（下級生など）。
2002年に家庭用ゲームソフトの審査を行う業界団体コンピュータエンターテインメントレーティング機構（CERO）が設立されたのを機に、同団体による審査でパンチラも対象になったことと、各ゲーム機のメーカー（任天堂、セガ、ソニー・コンピュータエンタテインメント、マイクロソフト）によって異なっていた表現の規制がほぼ統一されたことで、家庭用ゲームでも少しずつ見られつつある（パンチラやその他性欲を想起させる描写によって「B（12才以上対象）」「C（15才以上対象）」に、より露骨な描写だと「D（17才以上対象）」に区分されることもある）。